# Bonțida, Cluj
Bonțida (în maghiară Bonchida, în germană Bonisbruck) este satul de reședință al comunei cu același nume din județul Cluj, Transilvania, România. Este locuit de români, maghiari și romi. Are biserici frumoase, una din secolul al treisprezecelea, mică și albă ca o porumbiță. Parcul castelului era înainte de Al Doilea Război Mondial o frumusețe. După folosirea castelulului ca sediu al CAP-ului, apoi ca decor de filmare pentru "Pădurea spânzuraților", și parcul a decăzut, ajungând, după 1990, o ruină. Satul este accesibil de pe șoseaua Cluj-Gherla, iar pe drumul de țară, dinspre Jucu sau dinspre Gădălin.

## Personalități
- Iosif Szasz (n.1932), demnitar comunist

## Galerie de imagini

Comuna Bonţida și satele componente
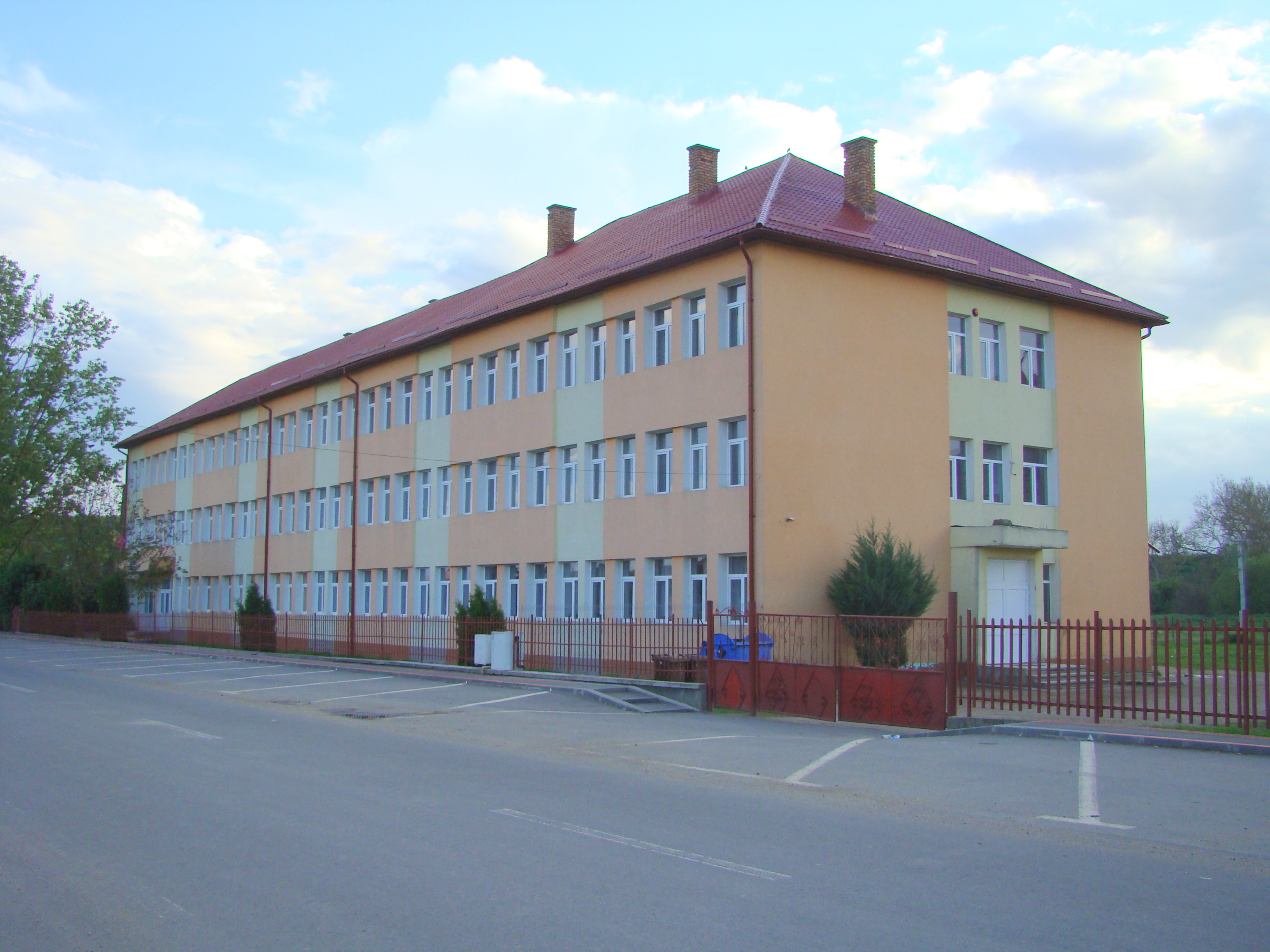
Școala
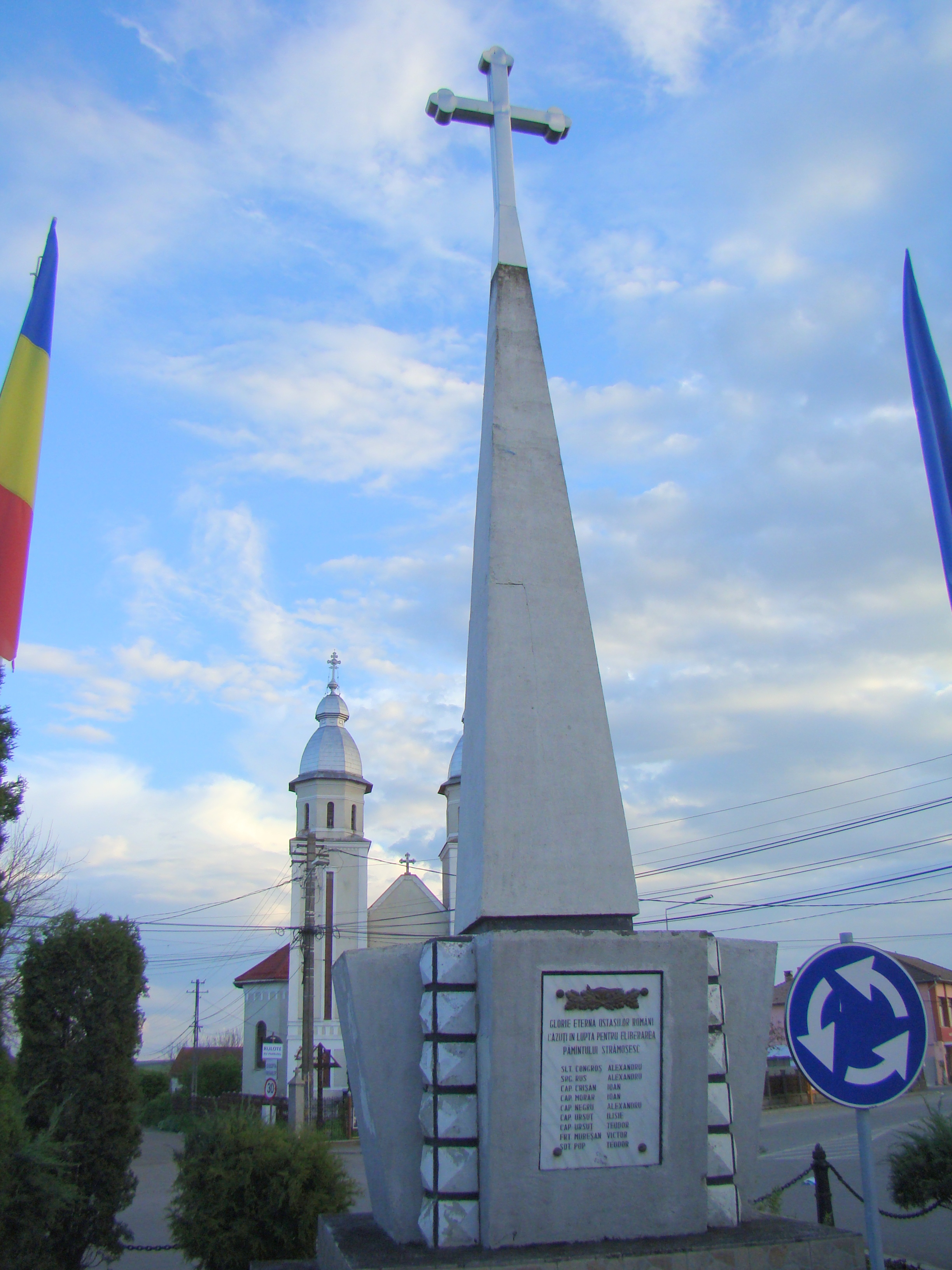
Monumentul eroilor
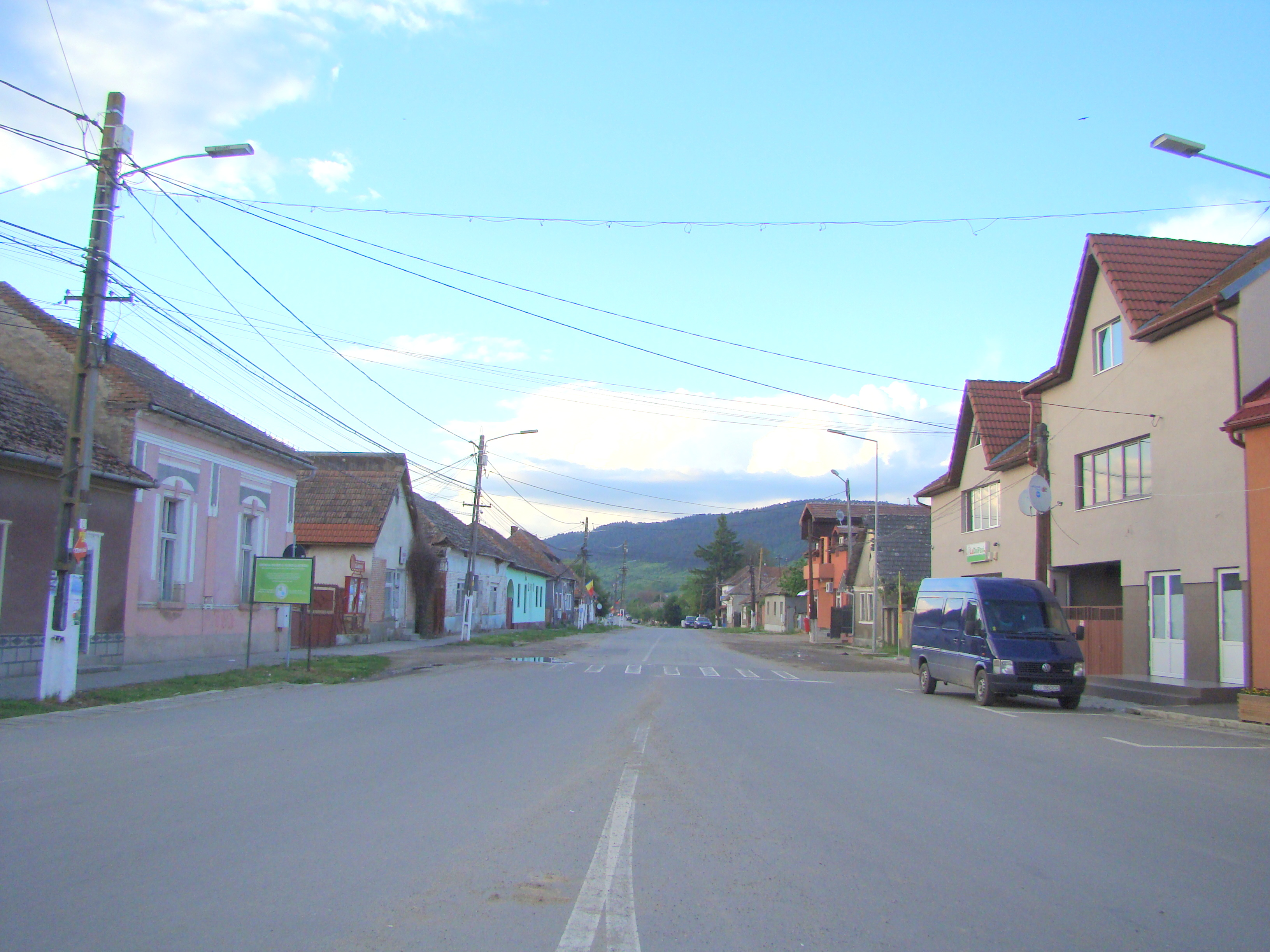
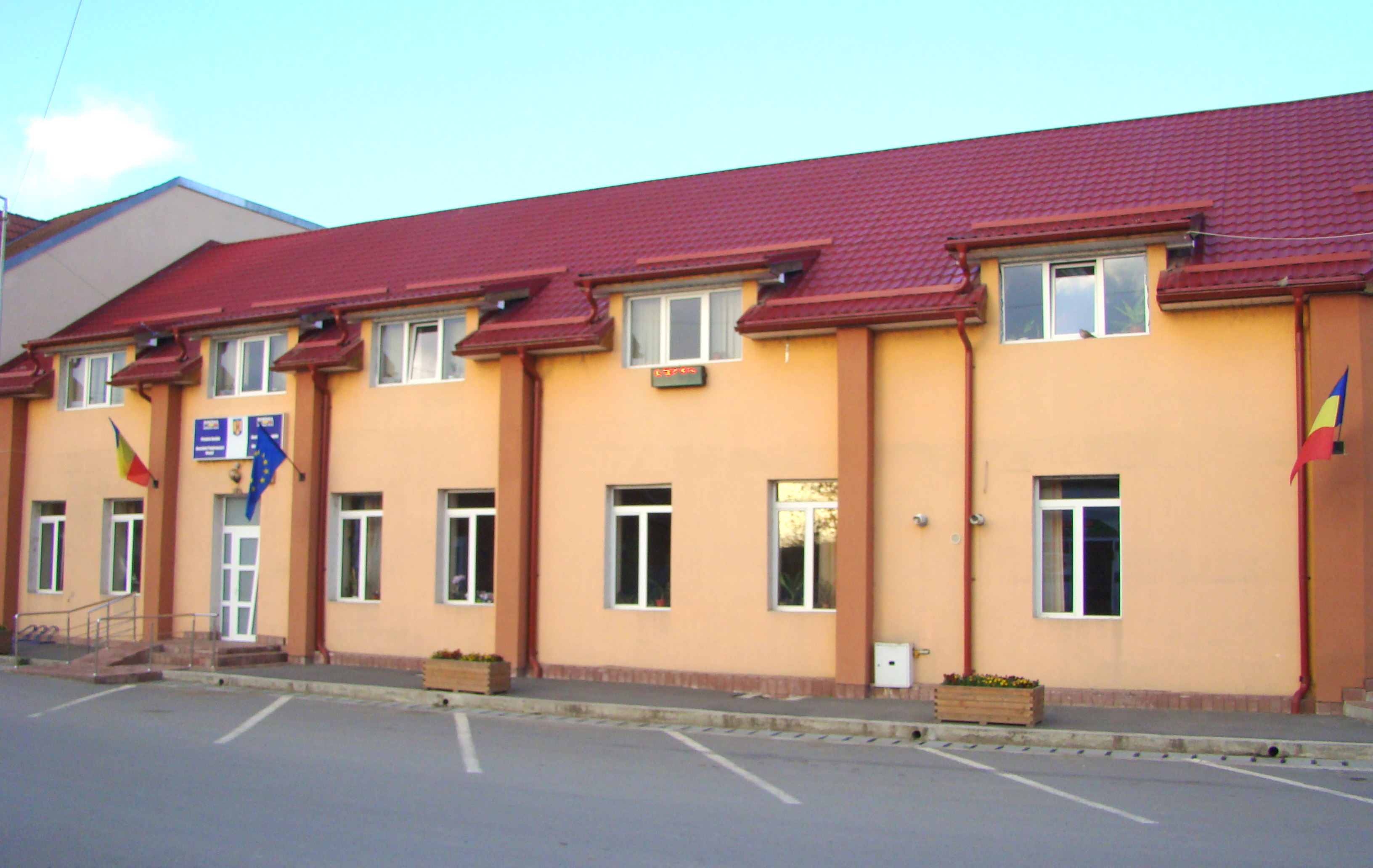
Primăria comunei Bonțida
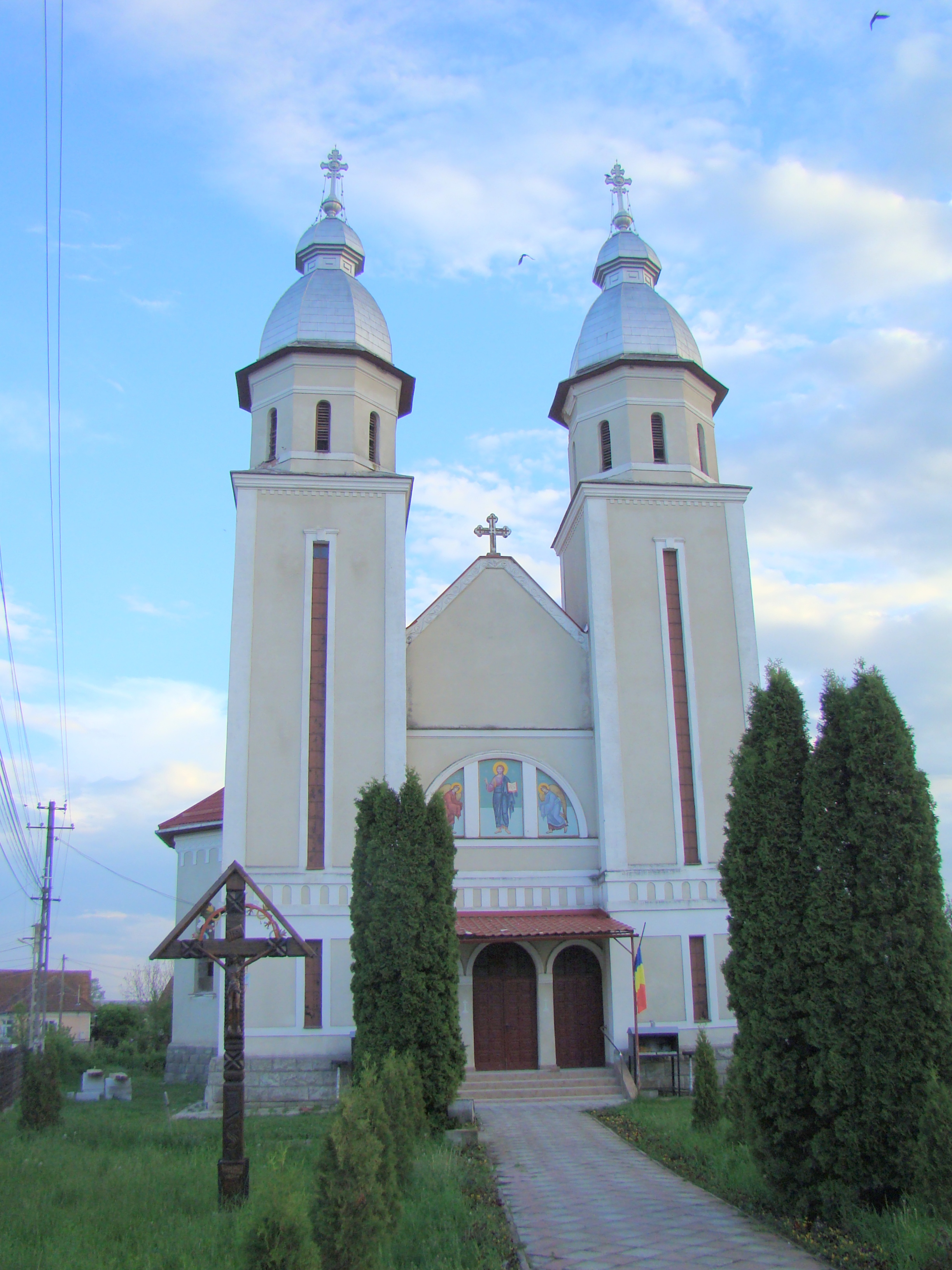
Biserica ortodoxă
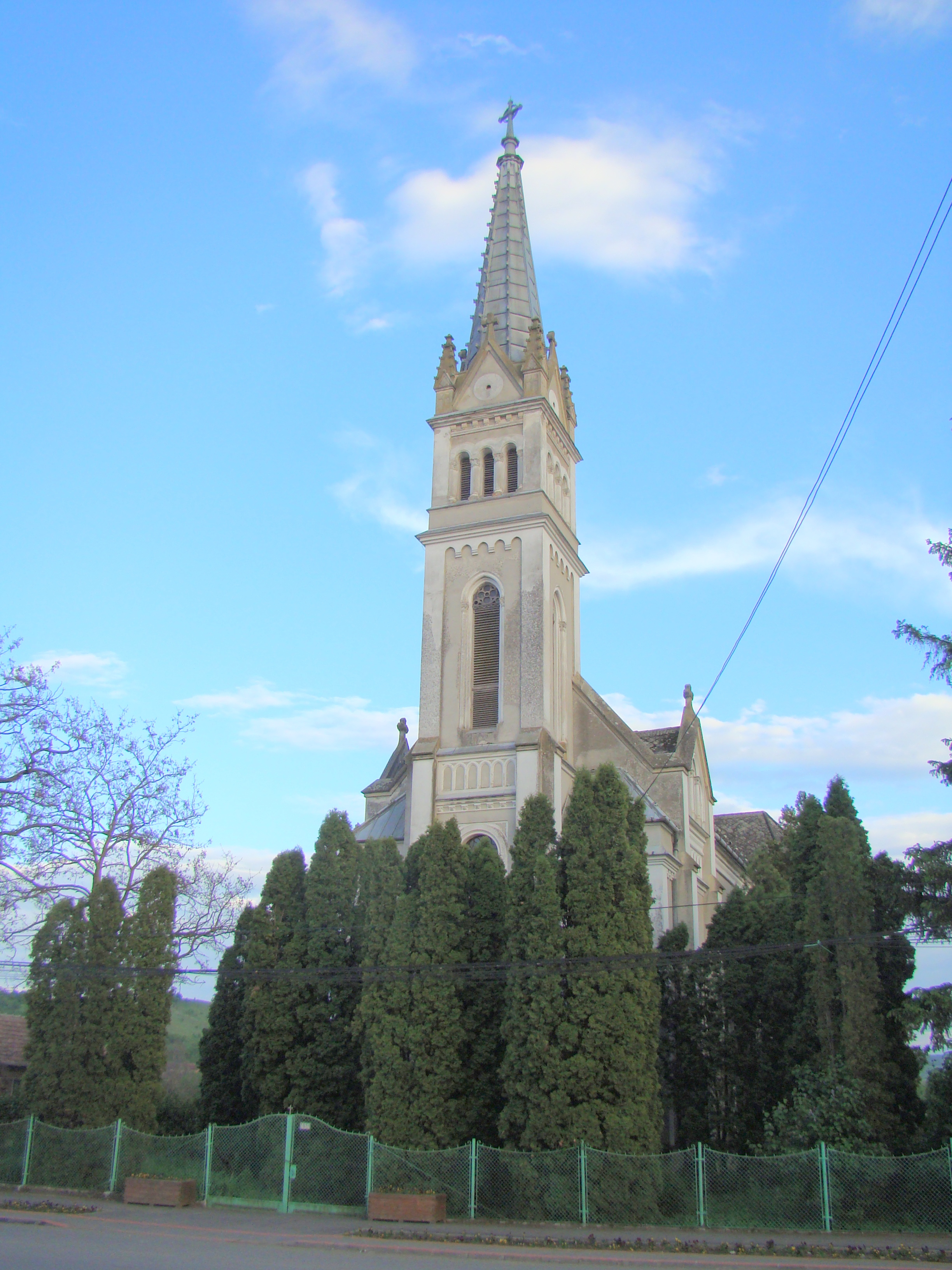
Biserica romano-catolică
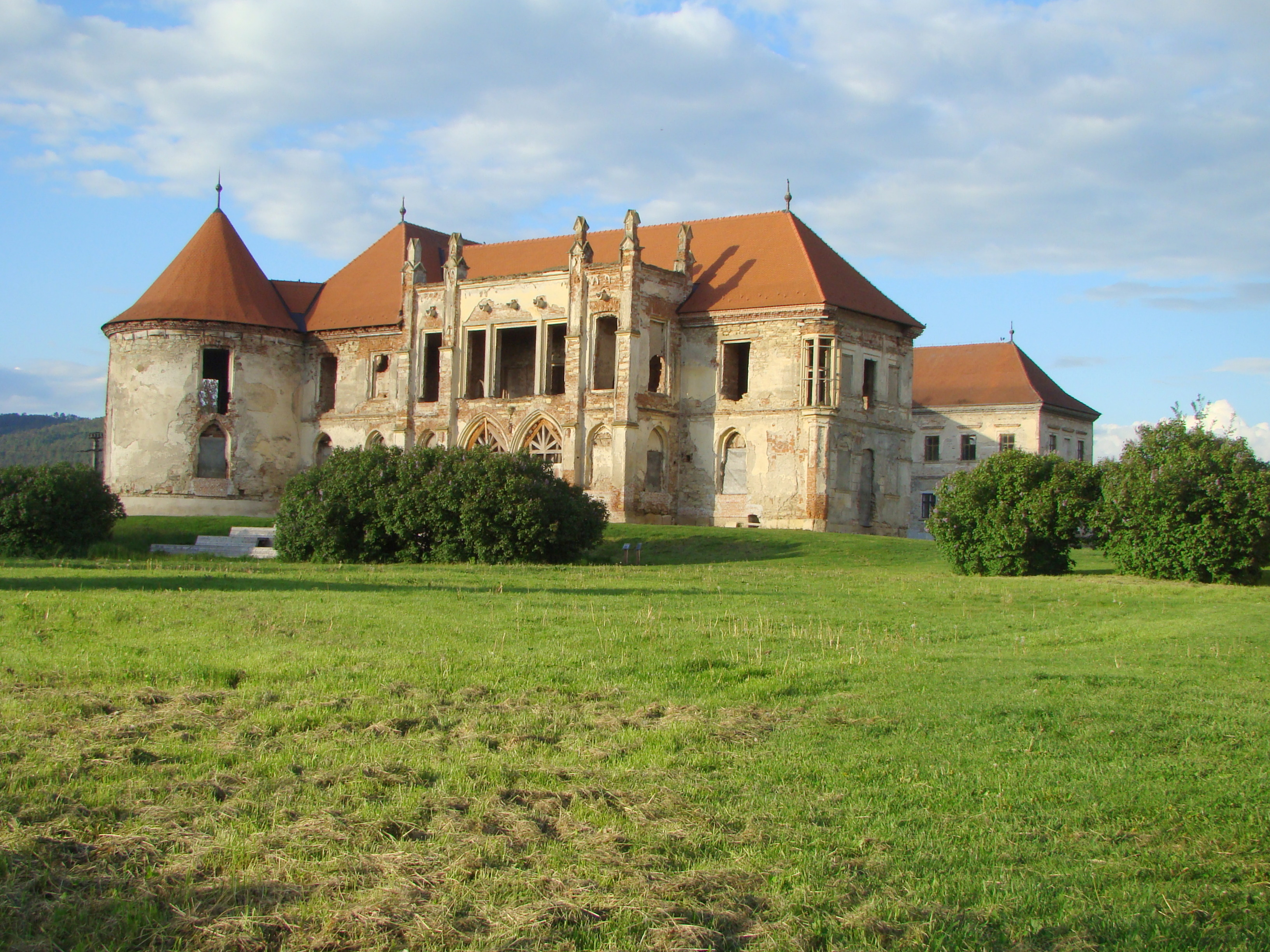
Castelul Bánffy (monument istoric)
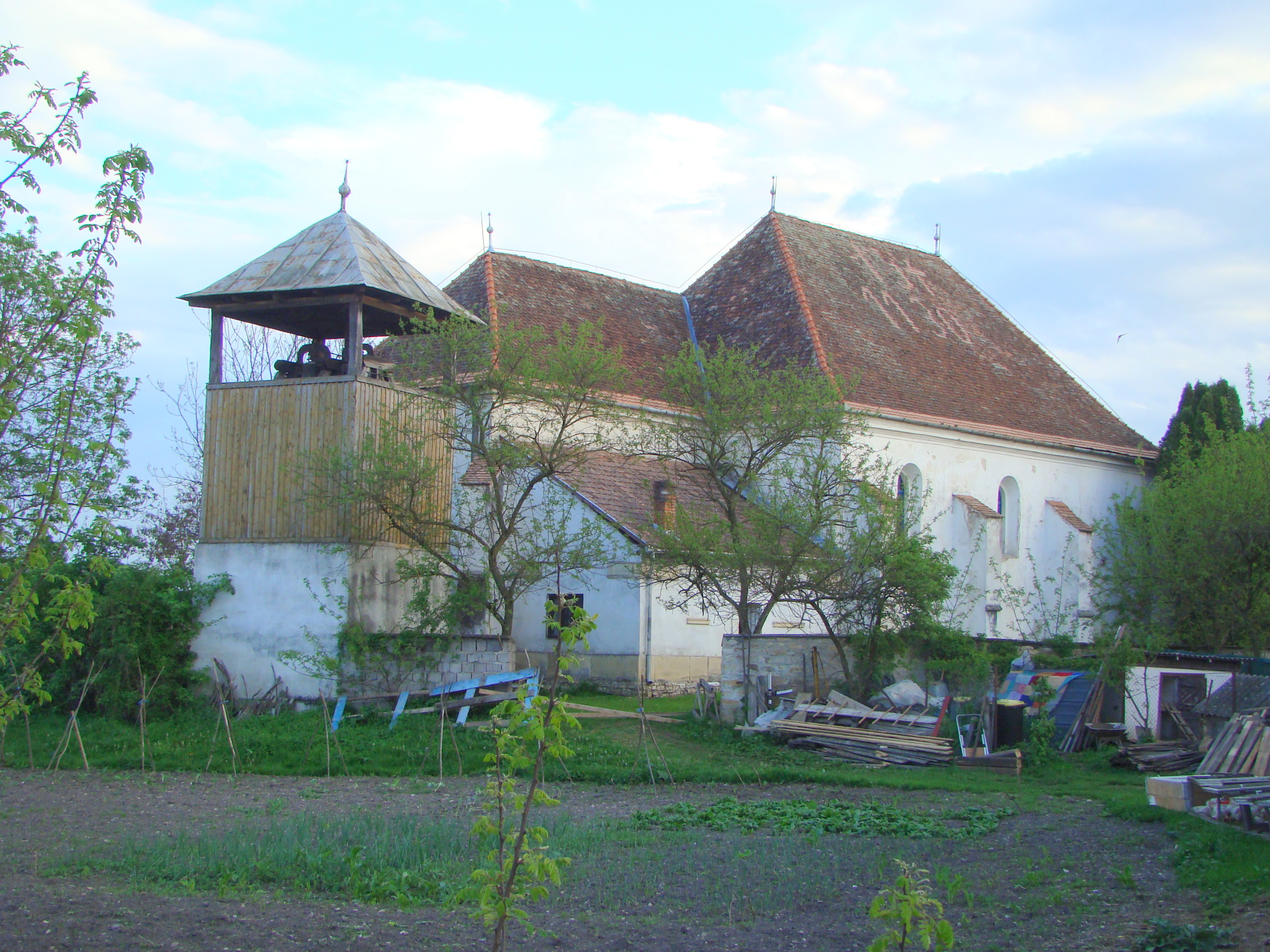
Biserica reformată (monument istoric)
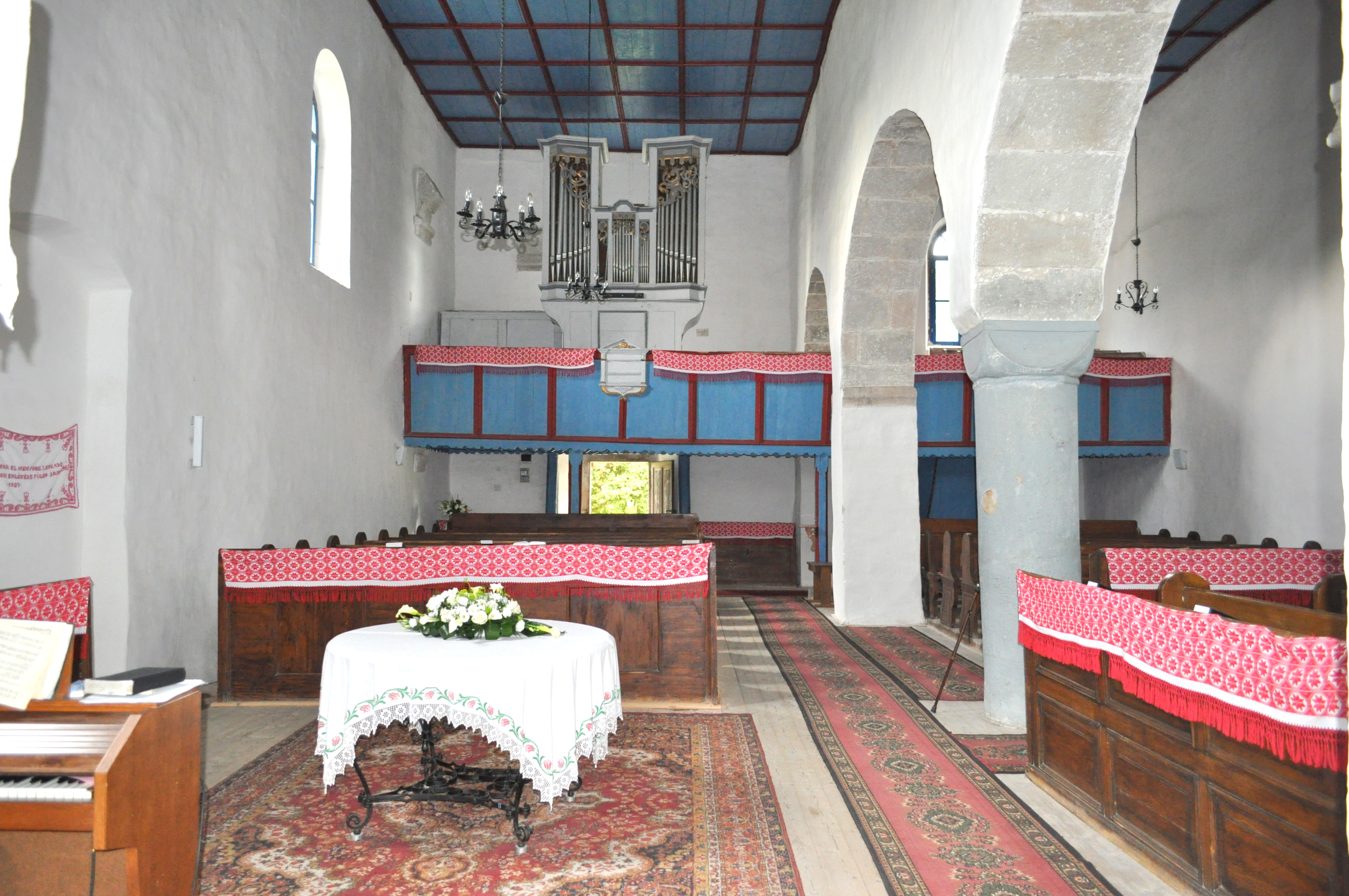
Biserica reformată (interior)